# مدرسة الفضائح (مسرحية)
مدرسة الفضائح (بالإنجليزية: The School for Scandal)‏ مسرحية بريطانية كوميدية تعد من أهم أعمال ريتشارد برينسلي شيريدان، وتضم المسرحية مجموعة من المشاهد التي تتميز بكثرة الكلام والثرثرة وسرعة الإيقاع، والتي تكشف الجوانب السلبية للمجتمع من خلال مواقف الشخصيات، وتقدم المسرحية رؤية نقدية للعواطف والسلوكيات الإنسانية المصطنعة. عرضت لأول مرة في لندن في مسرح دروري لين في 8 مايو 1777.